# ヨアヒム・ユンク

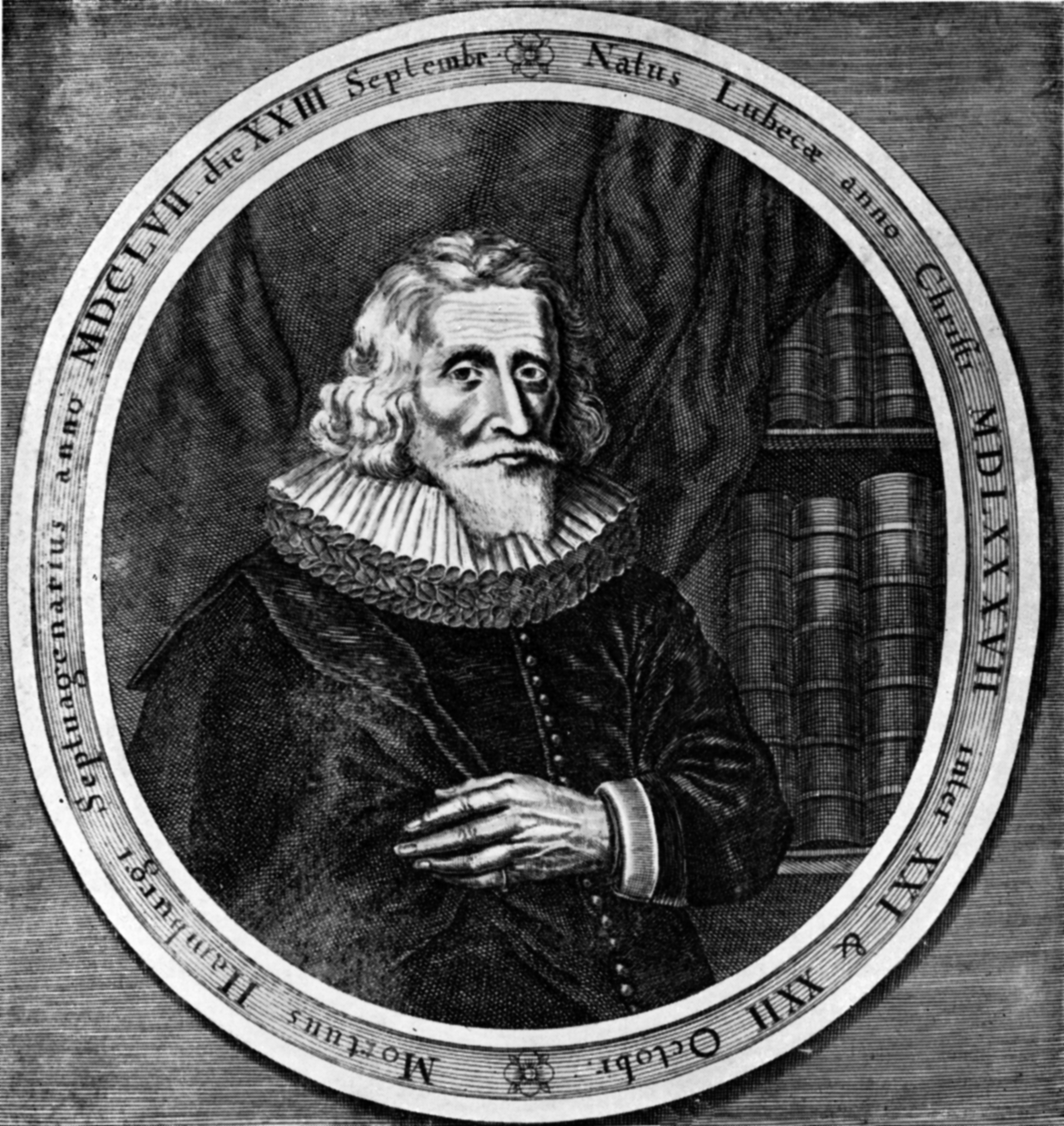
Joachim Jung.

ヨアヒム・ユンク（Joachim Jung、またはJoachim Jungius、1587年10月22日 - 1657年9月23日）はドイツの数学者、博物学者である。ヨハネス・ケプラー（1571-1630）やルネ・デカルト（1596-1650）と同時代の学者で、旧来の物質が四元素から構成されるという思想や錬金術による物質の変換などを否定する著作を残した。植物分類学の分野では植物の構造による分類の考え方を示した先駆者とされる。

## 略歴
リューベックで生まれた。1606年から1608年の間、リューベック大学で形而上学を学んだ後、ロストック大学で学び、1609年に数学の教授資格を得た。1616年にロストック大学で医学を学び始め、1619年にパドヴァ大学で医師の資格を得た。1624年からロストック大学で数学を教え、1626年からヘルムシュテット大学で医学を教えた。1629年にハンブルクに移り、ヨハネウム学院やAkademisches Gymnasium で博物学を教えた。1623年にイタリア以外のヨーロッパで最初の学会、Societas ereunetica sive zeteticaを創立した。
主著は"Doxoscopia" (1662)と"Isagoge phytoscopica" (1679)で、没後に弟子たちによって出版された。植物学の分野の思想は時代に先行したもので、ジョン・レイ (1627-1705)やカール・フォン・リンネ(1707-1778)に影響を与えたとされる。
数学の分野ではカテナリー曲線（懸垂曲線）が放物線でないことを示した。

## 著作
- Geometria empirica, 1627.
- Logica Hamburgensis, Hamburg, 1638, réimpression anastatique par Rudolf W. Meyer, Hamburg: J.J. Augustin, 1957.
  - François Muller, La logique de Hambourg de Joachim Jungius (1638), Thèse : t. 1 Traduction ; t. 2 Commentaire
  - Logica Hamburgensis additamenta, édité par Wilhelm Risse, Göttingen, Vandenhoeck und Ruprecht, 1977.
- Praelectiones physicae: historisch-kritische Edition, édition de Christoph Meinel,  Göttingen, Vandenhoeck und Ruprecht, 1982 ISBN 3-525-85572-9
- Opuscula botanico-physica, 1747